# Trudovets
Trudovets (bulgariska: Трудовец) är ett distrikt i Bulgarien.   Det ligger i kommunen Obsjtina Botevgrad och regionen Sofijska oblast, i den västra delen av landet, 50 km nordost om huvudstaden Sofia.
I omgivningarna runt Trudovets växer i huvudsak lövfällande lövskog. Runt Trudovets är det ganska tätbefolkat, med 72 invånare per kvadratkilometer.